# Naji Marshall
Naji Maurice Marshall (Atlantic City, 24 gennaio 1998) è un cestista statunitense, professionista nella NBA con i Dallas Mavericks.

## Statistiche

### NCAA
| Anno      | Squadra           | PG | PT | MP   | TC%  | 3P%  | TL%  | RP  | AP  | PRP | SP  | PP   |
| --------- | ----------------- | -- | -- | ---- | ---- | ---- | ---- | --- | --- | --- | --- | ---- |
| 2017-2018 | Xavier Musketeers | 35 | 18 | 21,8 | 53,0 | 34,9 | 75,3 | 4,4 | 1,6 | 0,7 | 0,3 | 7,7  |
| 2018-2019 | Xavier Musketeers | 33 | 33 | 35,9 | 39,4 | 27,7 | 72,2 | 7,2 | 3,4 | 1,1 | 0,2 | 14,7 |
| 2019-2020 | Xavier Musketeers | 31 | 31 | 35,7 | 44,5 | 28,6 | 71,0 | 6,3 | 4,0 | 1,3 | 0,4 | 16,8 |
| Carriera  | Carriera          | 99 | 82 | 30,9 | 43,9 | 28,9 | 72,5 | 5,9 | 3,0 | 1,0 | 0,3 | 12,9 |

#### Massimi in carriera
- Massimo di punti: 31 (2 volte)[1]
- Massimo di rimbalzi: 21 vs Toledo (20 marzo 2019)
- Massimo di assist: 8 vs DePaul (11 marzo 2020)
- Massimo di palle rubate: 5 vs Cincinnati (7 dicembre 2019)
- Massimo di stoppate: 3 vs Texas Southern (16 marzo 2018)
- Massimo di minuti giocati: 44 (3 volte)

### NBA

#### Regular Season
| Anno      | Squadra          | PG  | PT | MP   | TC%  | 3P%  | TL%  | RP  | AP  | PRP | SP  | PP   |
| --------- | ---------------- | --- | -- | ---- | ---- | ---- | ---- | --- | --- | --- | --- | ---- |
| 2020-2021 | N.O. Pelicans    | 32  | 10 | 21,9 | 39,2 | 34,9 | 70,7 | 4,6 | 2,8 | 0,8 | 0,3 | 7,7  |
| 2021-2022 | N.O. Pelicans    | 55  | 4  | 13,4 | 40,5 | 20,0 | 79,6 | 2,6 | 1,1 | 0,6 | 0,1 | 5,7  |
| 2022-2023 | N.O. Pelicans    | 77  | 21 | 23,3 | 43,3 | 30,3 | 78,9 | 3,6 | 2,5 | 0,7 | 0,2 | 9,1  |
| 2023-2024 | N.O. Pelicans    | 66  | 1  | 19,0 | 46,3 | 38,7 | 79,1 | 3,6 | 1,9 | 0,7 | 0,2 | 7,1  |
| 2024-2025 | Dallas Mavericks | 69  | 31 | 27,8 | 50,8 | 27,5 | 81,3 | 4,8 | 3,0 | 1,0 | 0,2 | 13,2 |
| Carriera  | Carriera         | 299 | 67 | 21,4 | 45,6 | 30,2 | 78,6 | 3,8 | 2,3 | 0,8 | 0,2 | 8,8  |

#### Play-off
| Anno     | Squadra       | PG | PT | MP   | TC%  | 3P%  | TL% | RP  | AP  | PRP | SP  | PP  |
| -------- | ------------- | -- | -- | ---- | ---- | ---- | --- | --- | --- | --- | --- | --- |
| 2022     | N.O. Pelicans | 6  | 0  | 9,4  | 70,0 | -    | 100 | 1,0 | 0,8 | 0,2 | 0,2 | 3,0 |
| 2024     | N.O. Pelicans | 4  | 0  | 21,0 | 42,9 | 40,0 | 100 | 2,8 | 1,3 | 0,5 | 0,5 | 9,0 |
| Carriera | Carriera      | 10 | 0  | 14,0 | 50,0 | 40,0 | 100 | 1,7 | 1,0 | 0,3 | 0,3 | 5,4 |

#### Massimi in carriera
- Massimo di punti: 33 vs Phoenix Suns (9 marzo 2025)[2]
- Massimo di rimbalzi: 17 vs Memphis Grizzlies (7 marzo 2025)
- Massimo di assist: 7 (4 volte)
- Massimo di palle rubate: 4 (2 volte)
- Massimo di stoppate: 2 (2 volte)
- Massimo di minuti giocati: 39 vs Los Angeles Clippers (30 ottobre 2022)

### G League
| Anno      | Squadra        | PG | PT | MP   | TC%  | 3P%  | TL%  | RP   | AP  | PRP | SP  | PP   |
| --------- | -------------- | -- | -- | ---- | ---- | ---- | ---- | ---- | --- | --- | --- | ---- |
| 2020-2021 | Erie BayHawks  | 12 | 2  | 26,9 | 49,0 | 34,9 | 69,6 | 5,4  | 1,6 | 1,3 | 0,2 | 15,5 |
| 2021-2022 | Birm. Squadron | 1  | 1  | 32,2 | 43,8 | 33,3 | 81,8 | 13,0 | 4,0 | 0,0 | 1,0 | 26,0 |
| Carriera  | Carriera       | 13 | 3  | 27,3 | 48,4 | 34,8 | 73,5 | 6,0  | 1,8 | 1,2 | 0,2 | 16,3 |